# 高村弘平
高村 弘平（たかむら こうへい、1901年9月21日 - 1989年9月28日）は、日本の造園家。山形県上山市出身。
造園会社の高村造園（1971年から東急グループ傘下、1992年に社名を現在の東急グリーンシステムに商号変更）を設立し、近代造園草創期の造園家として活躍。財界人では五島慶太や藤山雷太などとのかかわりをもつ。また当時の民間鉄道会社が積極策の一つして展開していたレクリエーション施設の建設にかかわり、具体に係わった仕事でも全作品の四割は民間のアミューズメント商業関係の造園空間が多く、それらについての論述もいくつか発表している。
五島美術館庭園、聖蹟桜ヶ丘多摩聖蹟地計画、碑文谷公園、円山動物園、須磨海浜公園、二子玉川園などの造園作品を残す。

## 経歴
- 10人兄弟の四男。実家の家系は神職であったが親は呉服商から質屋を営み、のちに町長。長兄の庄太郎は医師で、晩年は武田薬品工業顧問。次兄は銀行家。
- 1915年に進学のため上京、東京府立第三中学校（現在の東京都立両国高等学校）に進学。長兄の渡満により中退し1917年にいったん帰郷。本家呉服屋で奉公人として働くが1918年に山形県立米沢高等工業学校・機械科に進学、1921年に同校を卒業。その後は東京モスリン株式会社修繕部、日本光学工業設計部、また飯田十基庭園作品集（日本庭園協会編、創元社、1980年）によると飯田十基の飯田事務所に初代の所員として活動している。
- 1922年12月から海軍省艦政本部第二部設計部に勤務。1923年3月に海軍省艦政本部を辞す。
- 1923年4月から東京高等造園学校本科(現、東京農業大学・造園科学科)に入学。上原敬二や井下清の下に学ぶ。1926年に同校を卒業し、五島慶太が経営する遊園地、株式会社多摩川園に入社。同年盆景の師範に認定される(号は高村青山)。1927年、肋膜炎となり休職。休職中に井下の助手として活動しながら療養。1928年、多摩川園に復職。
- 主な実績において療養期間から復職して1933年までのものは、井下の下での仕事である。
- 1928年、明治神宮鎮座10周年記念盆景大会に「多摩川の晩秋」を出品、表彰される。1931年、日本児童遊園協会理事に就任。この時期より五島から東急関連の造園業務全般を任せられるが、1932年、急性腸カタルで入院。1934年結婚。実際園芸社主催の花壇設計懸賞に２等入選。1935年、造園ポケットブックの執筆（1940年、西ケ原刊行会）『児童画の施設と遊戯器具」（文書堂）を出版。9月から母校東京高等造園学校で遊園地・遊戯器具に関する講義を非常勤で受け持つ他、多摩川園を依願退職。
- 1936年、日本庭園協会に主事として勤務。また花月園、京浜急行電鉄の嘱託となる。11月には日本庭園協会発行の雑誌「庭園』編集兼発行人となる。1940年、日本庭園協会を退職、藤山工業図書館々員となる。1943年、東京高等造園学校講師。
- 1945年、藤山工業図書館を退職。科学動員協会に勤務。また秋頃より横溝植木（後の東京植木株式会社）の庭園などの設計の仕事を引受ける。1946年、木村植本圃に入社。1947年、日本盆景協会常務理事に就任。東京植木に工事部長として入社、この頃は進駐軍関係の造園工事の設計が主となる。東京植木退職後、スバル興業事業部嘱託となる。その後大東京緑地協会施設部工務課長兼受託部工事課長として勤務の他、京浜急行電鉄と横浜植木株式会社嘱託。1948年からスバル興業嘱託。中沢章と共に広島平和記念公園の懸賞設計に応募。1949年、日本児童遊園協会理事に就任。
- 1952年、植木産業株式会社嘱託。また同年から、二子玉川園の増開設を担当。1953年、高村造園設計事務所開設。1955年、高村造園株式会社設立。取締役社長に就任。
- 1968年、日本造園士会理事。1971年、日本造園建設業協会理事。1972年、日本環境緑化株式会社取締役と日本造園建設業協会相談役。1977年、日本造園修景協会相談役。1978年、日本造園修景協会顧問、高村造園取締役相談役に就任。1987年、著書『児童画の施設と遊戯器具』（児童文化叢書第１期に所載）が大空社から復刻される。

## 主な実績
- 聖蹟桜ヶ丘連光寺多摩聖蹟地計画（東京、昭和4(1929)年）
- 熱海梅林（静岡県、昭和4(1929)年）
- 豊原公園（サハリン、昭和4(1929)年）
- 多摩川園おとぎ館／アイリスガーデン（東京、昭和5(1930)年）
- 太尾梅林公園（横浜市港北区大倉山、昭和6(1931)年）
- 清瀬公園（東京、昭和6(1931)年）
- 駒沢ゴルフ場庭園部設計（東京、昭和6(1931)年）
- 桐生市上水場水源地造園（群馬県、昭和6(1931)年）
- 長山遊園地（愛知県豊橋市、昭和7(1932)年）
- 大山形公園造成計画（千歳公園（昭和7(1932)年）
- 大湯温泉立地計画（秋田県、昭和8(1933)年）
- 桜淵遊覧地（愛知県豊川沿、昭和8(1933)年）
- 綱島菖蒲園（神奈川県、昭和8(1933)年）
- 碑文谷公園（東京、昭和8(1933)年）
- 国防少年館（昭和8(1933)年）
- 中房温泉（長野県、昭和8(1933)年）
- 御衣公園内菅公尊像奉安地（東京八王子市、昭和8(1933)年）
- 東横デパート屋上庭園（東京、昭和9(1934)年）
- ウテナ化粧品社長池辺邸庭園（東京、昭和9(1934)年）
- 大阪毎日新聞会長岡実邸庭園（昭和12(1937)年）
- 野口英世博士記念館庭園（福島県、昭和14(1939)年）
- 西武鉄道村山梅園（埼玉県、昭和14(1939)年）
- 板倉邸庭園（東京、昭和15(1940)年）
- 木村邸荘園（静岡県、昭和15(1940)年）
- 中島知久平邸庭園泰山荘案（東京、昭和16(1941)年）
- 松本邸庭園（群馬県、昭和17(1942）年）
- 赤坂区七生村青少年錬成道場（東京、昭和18(1943)年）
- 園池製作所富士宮・辻堂工場・浜竹住宅地付設小公園（神奈川県、昭和19(1944)年）
- 日比谷公園ビヤガーデン案（東京、昭和21(1946)年）
- 八戸米軍飛行場（青森県、昭和22(1947)年）
- パレステニスコート(皇居内)（東京、昭和22(1947)年）
- 戸田遊覧地（埼玉県、昭和23(1948)年）
- 不忍池遊園地（東京、昭和23(1948)年）
- 日本ハイアライ競技場（昭和23(1948)年）
- 夢の島海水浴場（東京、昭和24(1949)年）
- 東京農業大学（東京、昭和24(1949)年）
- 金沢スポーツランド（京急、神奈川県、昭和24(1949)年）
- 野毛山公園案（神奈川県、昭和24(1949)年、実現せず）
- 荒川児童遊園（東京、昭和24(1949)年）
- 羽田オリンピックセンター（東京、昭和24(1949)年）
- 相生村立中学校キャンパス（群馬県、昭和24(1949)年）
- ルイ・アサデアン邸庭園（神奈川県、昭和24(1949)年）
- スタンダードバキュームオイル重役社宅庭園（神奈川県、昭和24(1949)年）
- 大山邸庭園（昭和24(1949)年）
- 金沢弁天島（神奈川県、昭和24(1949)年）
- 豊島園海水プール（東京、昭和24(1949)年）
- 円山動物園（北海道、昭和24(1949)年）
- 須磨海浜公園（兵庫県、昭和26(1951)年）
- 白木屋屋上児童遊園（東京、昭和26(1951)年）
- 品川アミューズメントセンター造園（京急、東京、昭和26(1951)年）
- 一関市釣山遊園地（岩手県、昭和27(1952)年）
- 多摩川園改修及び多摩川台公園（東京、昭和28(1953)年）
- 等々力水郷遊園（神奈川県、昭和28(1953)年）
- 観音崎文化圏（昭和28(1953)年）
- 荻中遊園地（神奈川県、昭和29(1954)年）
- 二子玉川園（東京、昭和30(1955)年）
- 京王遊園（東京、昭和30(1955)年）
- 五島昇邸庭園（東京、昭和31(1956)年）
- 砧ゴルフ場（東京、昭和31(1956)年）
- 小河内観光計画（京王、東京、昭和31(1956)年）
- 多摩川ボート場（東京、昭和32(1957)年）
- 星ヶ岡茶寮（東京、昭和34(1959)年）
- 京王遊園（東京、昭和34(1959)年、現存せず）
- 東京菖蒲園（東京、昭和34(1959)年）
- 大船観音（神奈川県、昭和36(1961)年）
- 五島美術館庭園（東京、昭和36(1961)年）
- 住友信託銀行白金総合運動場（東京、昭和37(1962)年）
- 神奈川駅前町公園（神奈川県、昭和37(1962)年）
- 榛名湖教育センター／町公園（群馬県、昭和43(1963)年）
- 平塚市戦没者慰霊施設（神奈川県、昭和40(1965)年）
- 東横学園茶庭（東京都、昭和40(1965)年）
- 下田市愛染明王堂造園（東京都、昭和46(1971)年）